# Kenny Roberts Junior
Kenneth Leroy Roberts Junior (Mountain View, 25 luglio 1973) è un pilota motociclistico statunitense ritiratosi dall'attività agonistica e vincitore di un titolo iridato nel motomondiale.
Facente parte di una famiglia di motociclisti, il padre è il pluricampione mondiale Kenny Roberts ed il fratello è Kurtis Roberts.

## Carriera
Segue le orme paterne diventando campione nazionale di motociclismo nel 1992 per la classe 250. L'anno successivo corre come wild-card per Yamaha il Gran Premio degli Stati Uniti della 250, in cui ottiene sei punti. L'anno seguente corre nella stessa squadra e nella stessa categoria quattro Gran Premi, ottenendo risultati non eccezionali.
Nel 1995 (prima stagione in cui disputò tutte le gare programmate in calendario) arriva ottavo nella classifica finale ma ancora lontano dal podio. Questi risultati tuttavia bastarono alla sua scuderia per promuoverlo nella classe 500, dove disputa un'annata altalenante nel 1996. Nelle stagioni 1997 e 1998 porta in gara la KR V3, moto progettata dal padre e che corre sotto le insegne della Modenas, senza riportare risultati degni di rilievo. Sceglie così di passare alla Suzuki per la quale corre dal 1999 fino al 2005.
Nel primo anno è stato vicecampione del mondo dietro ad Àlex Crivillé con quattro vittorie (in Malaysia, Giappone, Germania ed Argentina) e 220 punti in classifica; nel 2000 vince il campionato del mondo della classe regina di allora a seguito di quattro vittorie (raccolte in Malesia, Spagna, Catalogna e nel Gran Premio del Pacifico) e 258 punti in graduatoria, 49 in più del suo più immediato inseguitore, ovvero Valentino Rossi. In questo caso Roberts Jr. ha stabilito un primato molto particolare: è stato il primo pilota-figlio ad aver vinto un mondiale motoristico con il padre ex iridato ancora in vita. Al di sotto delle attese è stata la stagione 2001, in cui raggranella solo un podio nel Gran Premio della Comunità Valenciana e l'undicesima posizione finale.
La trasformazione della 500 in MotoGP non ha reso Roberts Junior più competitivo: nel 2002 è nono in classifica grazie anche al podio ottenuto nel Gran Premio del Brasile; nel 2003 ha ottenuto solo 22 punti; nel 2004 ottiene una pole position in Brasile ma solo 37 punti alla fine della stagione, in cui salterà gli ultimi 4 GP per infortunio. 
Nel motomondiale 2005 è stato confermato alla Suzuki ma, nonostante una bella prova sotto la pioggia nel Gran Premio di Gran Bretagna in cui è arrivato secondo dietro a Valentino Rossi, i risultati sono ancora deludenti.
Nel motomondiale 2006 ha corso con la KR211V, una moto col motore Honda sviluppata dal team KR di suo padre, con cui ritrova competitività, centrando due podi e il sesto posto finale. La situazione peggiora nel 2007, quando però viene sostituito in squadra a metà stagione dal fratello Kurtis. Decide quindi di ritirarsi a fine stagione, a 34 anni. 

## Risultati nel motomondiale

### Classe 250
| 1993 | Classe | Moto   |  |  |  |  |  |  |  |  |  |  |  |  |    |  |  | Punti | Pos. |
| ---- | ------ | ------ |  |  |  |  |  |  |  |  |  |  |  |  | -- |  |  | ----- | ---- |
| 1993 | 250    | Yamaha |  |  |  |  |  |  |  |  |  |  |  |  | 10 |  |  | 6     | 27º  |

| 1994 | Classe | Moto   |  |  |  |  |  |  |  |  |  |  |     |   |   |    |  | Punti | Pos. |
| ---- | ------ | ------ |  |  |  |  |  |  |  |  |  |  | --- | - | - | -- |  | ----- | ---- |
| 1994 | 250    | Yamaha |  |  |  |  |  |  |  |  |  |  | Rit | 8 | 6 | 11 |  | 23    | 18º  |

| 1995 | Classe | Moto   |   |   |     |     |   |   |   |   |     |   |    |     |   |  |  | Punti | Pos. |
| ---- | ------ | ------ | - | - | --- | --- | - | - | - | - | --- | - | -- | --- | - |  |  | ----- | ---- |
| 1995 | 250    | Yamaha | 7 | 9 | Rit | Rit | 4 | 6 | 5 | 6 | Rit | 8 | 13 | Rit | 5 |  |  | 82    | 8º   |

| Legenda | 1º posto        | 2º posto            | 3º posto            | A punti      | Senza punti        | Grassetto – Pole position Corsivo – Giro più veloce |
| Legenda | Gara non valida | Non qual./Non part. | Ritirato/Non class. | Squalificato | '-' Dato non disp. | Grassetto – Pole position Corsivo – Giro più veloce |

### Classe 500
| 1996 | Classe | Moto   |  |  |    |   |    |     |   |   |     |     |   |    |     |    |    |  | Punti | Pos. |
| ---- | ------ | ------ |  |  | -- | - | -- | --- | - | - | --- | --- | - | -- | --- | -- | -- |  | ----- | ---- |
| 1996 | 500    | Yamaha |  |  | 12 | 6 | 10 | Rit | 5 | 5 | Rit | Rit | 4 | 10 | Rit | 13 | 11 |  | 69    | 13º  |

| 1997 | Classe | Moto        |     |     |    |     |     |     |   |    |     |     |    |   |   |   |    |  | Punti | Pos. |
| ---- | ------ | ----------- | --- | --- | -- | --- | --- | --- | - | -- | --- | --- | -- | - | - | - | -- |  | ----- | ---- |
| 1997 | 500    | Modenas KR3 | Rit | Rit | 18 | Rit | Rit | Rit | 8 | 17 | Rit | Rit | 11 | 9 | 8 | 9 | 14 |  | 37    | 16º  |

| 1998 | Classe | Moto        |    |    |   |     |    |  |    |     |   |    |    |    |    |    |  |  | Punti | Pos. |
| ---- | ------ | ----------- | -- | -- | - | --- | -- |  | -- | --- | - | -- | -- | -- | -- | -- |  |  | ----- | ---- |
| 1998 | 500    | Modenas KR3 | 11 | 11 | 9 | Rit | 13 |  | 12 | Rit | 6 | 10 | 14 | 10 | 10 | 11 |  |  | 59    | 13º  |

| 1999 | Classe | Moto   |   |   |    |     |   |   |   |   |   |   |   |   |    |    |   |   | Punti | Pos. |
| ---- | ------ | ------ | - | - | -- | --- | - | - | - | - | - | - | - | - | -- | -- | - | - | ----- | ---- |
| 1999 | 500    | Suzuki | 1 | 1 | 13 | Rit | 5 | 6 | 2 | 8 | 1 | 3 | 6 | 2 | 10 | 22 | 3 | 1 | 220   | 2º   |

| 2000 | Classe | Moto   |   |   |   |   |   |   |   |     |   |   |   |   |   |   |   |   | Punti | Pos. |
| ---- | ------ | ------ | - | - | - | - | - | - | - | --- | - | - | - | - | - | - | - | - | ----- | ---- |
| 2000 | 500    | Suzuki | 6 | 1 | 2 | 1 | 6 | 6 | 1 | Rit | 2 | 3 | 4 | 2 | 2 | 6 | 1 | 7 | 258   | 1º   |

| 2001 | Classe | Moto   |   |   |   |   |     |     |   |   |   |     |   |   |   |    |     |    | Punti | Pos. |
| ---- | ------ | ------ | - | - | - | - | --- | --- | - | - | - | --- | - | - | - | -- | --- | -- | ----- | ---- |
| 2001 | 500    | Suzuki | 7 | 7 | 7 | 6 | Rit | Rit | 6 | 8 | 9 | Rit | 6 | 3 | 8 | 15 | Rit | 16 | 97    | 11º  |

| Legenda | 1º posto        | 2º posto            | 3º posto            | A punti      | Senza punti        | Grassetto – Pole position Corsivo – Giro più veloce |
| Legenda | Gara non valida | Non qual./Non part. | Ritirato/Non class. | Squalificato | '-' Dato non disp. | Grassetto – Pole position Corsivo – Giro più veloce |

### MotoGP
| 2002 | Classe | Moto   |     |     |   |   |     |   |   |    |  |    |   |   |   |   |   |     |  |  | Punti | Pos. |
| ---- | ------ | ------ | --- | --- | - | - | --- | - | - | -- |  | -- | - | - | - | - | - | --- |  |  | ----- | ---- |
| 2002 | MotoGP | Suzuki | Rit | Rit | 8 | 5 | Rit | 7 | 6 | 14 |  | 11 | 4 | 3 | 6 | 8 | 9 | Rit |  |  | 99    | 9º   |

| 2003 | Classe | Moto   |    |    |    |    |     |  |  |  |    |    |    |    |    |    |   |    |  |  | Punti | Pos. |
| ---- | ------ | ------ | -- | -- | -- | -- | --- |  |  |  | -- | -- | -- | -- | -- | -- | - | -- |  |  | ----- | ---- |
| 2003 | MotoGP | Suzuki | 14 | 15 | 13 | 16 | Rit |  |  |  | 15 | 20 | 17 | 17 | 15 | 14 | 9 | 11 |  |  | 22    | 19º  |

| 2004 | Classe | Moto   |     |   |    |     |    |    |   |   |    |    |    |     |  |  |  |  |  |  | Punti | Pos. |
| ---- | ------ | ------ | --- | - | -- | --- | -- | -- | - | - | -- | -- | -- | --- |  |  |  |  |  |  | ----- | ---- |
| 2004 | MotoGP | Suzuki | Rit | 8 | 12 | Rit | 17 | 16 | 7 | 8 | 17 | 10 | 14 | Rit |  |  |  |  |  |  | 37    | 18º  |

| 2005 | Classe | Moto   |     |    |     |    |    |    |    |    |   |    |    |   |   |    |    |  |  |  | Punti | Pos. |
| ---- | ------ | ------ | --- | -- | --- | -- | -- | -- | -- | -- | - | -- | -- | - | - | -- | -- |  |  |  | ----- | ---- |
| 2005 | MotoGP | Suzuki | Rit | 12 | Rit | 13 | 15 | 15 | 16 | 14 | 2 | 11 | 11 | 8 | 7 | 11 | NQ |  |  |  | 63    | 13º  |

| 2006 | Classe | Moto   |   |    |    |    |     |   |   |   |   |     |   |   |   |    |   |   |   |  | Punti | Pos. |
| ---- | ------ | ------ | - | -- | -- | -- | --- | - | - | - | - | --- | - | - | - | -- | - | - | - |  | ----- | ---- |
| 2006 | MotoGP | KR211V | 8 | 10 | 13 | 13 | Rit | 8 | 3 | 5 | 5 | Rit | 4 | 4 | 7 | 14 | 9 | 3 | 8 |  | 134   | 6º   |

| 2007 | Classe | Moto   |    |    |    |    |     |    |    |  |  |  |  |  |  |  |  |  |  |  | Punti | Pos. |
| ---- | ------ | ------ | -- | -- | -- | -- | --- | -- | -- |  |  |  |  |  |  |  |  |  |  |  | ----- | ---- |
| 2007 | MotoGP | KR212V | 13 | 16 | 16 | 15 | Rit | 17 | 16 |  |  |  |  |  |  |  |  |  |  |  | 4     | 24º  |

| Legenda | 1º posto        | 2º posto            | 3º posto            | A punti      | Senza punti        | Grassetto – Pole position Corsivo – Giro più veloce |
| Legenda | Gara non valida | Non qual./Non part. | Ritirato/Non class. | Squalificato | '-' Dato non disp. | Grassetto – Pole position Corsivo – Giro più veloce |